# Cerapachys cohici
Cerapachys cohici är en myrart som först beskrevs av Wilson 1957.  Cerapachys cohici ingår i släktet Cerapachys och familjen myror. Inga underarter finns listade.